# توم تيلي
توم تيلي هو لاعب هوكي الجليد كندي، ولد في 28 مارس 1965 في ترنتون ‏ في كندا.

## وصلات خارجية
- توم تيلي على موقع دوري الهوكي الوطني (الإنجليزية)
- توم تيلي على موقع EliteProspects.com (الإنجليزية)
- توم تيلي على موقع HockeyDB.com (الإنجليزية)
- توم تيلي على موقع Hockey-Reference.com (الإنجليزية)